# Chloé Dufour-Lapointe
Chloé Dufour-Lapointe (2 décembre 1991 à Montréal, Québec) est une skieuse acrobatique canadienne-française. Elle est active dans le circuit de la coupe du monde depuis le 13 décembre 2007 avec une dixième place à Tignes en France.

## Carrière
Active au niveau international depuis 2005, elle devient championne du monde junior en 2007 dans l'épreuve de bosses en parallèle à Airolo.
À partir de 2008, Chloé participe aux épreuves de Coupe du monde où elle a réussi à monter sur 14 podiums dont une fois sur la plus haute marche. Son premier podium est enregistré le 18 mars 2009 à La Plagne en France avec une troisième place. De plus, elle prend part aux deux derniers championnats du monde et en 4 épreuves elle réussit à décrocher l'argent en bosses parallèles à Deer Valley aux côtés de son idole Jennifer Heil. Mais l'une de ses plus grandes performances est une cinquième acquise aux Jeux olympiques d'hiver de 2010 alors qu'elle n'était âgée que de 18 ans.
En 2013, elle signe son premier succès aux Championnats du monde de Voss, remportant l'or aux bosses en parallèle.
Elle participe aux Jeux Olympiques de Sotchi 2014 en Russie avec ses deux sœurs Maxime et Justine. Elle remporte la médaille d'argent dans l'épreuve des bosses derrière sa sœur Justine, médaille d'or, et devant l'Américaine Hannah Kearney.
La skieuse précise que les Jeux Olympiques de Pékin représentent sa dernière expérience olympique.

## Palmarès

### Jeux olympiques
| Édition/Discipline | Bosses |
| Vancouver 2010     | 5e     |
| Sotchi 2014        | Argent |
| PyeongChang 2018   | 17e    |
| Beijing 2022       | 9e     |

### Championnats du monde
| Année | Style de compétition | Ville       | Pays       | Résultat |
| ----- | -------------------- | ----------- | ---------- | -------- |
| 2009  | Bosses               | Inawashiro  | Japon      | 28       |
| 2009  | Bosses en parallèles | Inawashiro  | Japon      | 15       |
| 2011  | Bosses               | Deer Valley | États-Unis | 22       |
| 2011  | Bosses en parallèles | Deer Valley | États-Unis | Argent   |
| 2013  | Bosses               | Voss        | Norvège    | 8        |
| 2013  | Bosses en parallèles | Voss        | Norvège    | Or       |

### Coupe du monde
- Meilleur classement général : 11e en 2014
- 1 petits globe de cristal :
  - Vainqueur du classement bosses en 2016
- 27 podiums dont 2 victoires.

#### Podiums
| Date            | Lieu           | Place | Discipline          |
| 18 mars 2009    | La Plagne      | 3e    | Bosses              |
| 23 janvier 2011 | Lake Placid    | 2e    | Bosses              |
| 26 février 2011 | Marienbad      | 3e    | Bosses en parallèle |
| 9 mars 2012     | Åre            | 2e    | Bosses              |
| 18 mars 2012    | Megève         | 3e    | Bosses en parallèle |
| 26 janvier 2013 | Calgary        | 2e    | Bosses              |
| 23 février 2013 | Inawashiro     | 3e    | Bosses              |
| 16 mars 2013    | Åre            | 3e    | Bosses en parallèle |
| 9 janvier 2014  | Deer Valley    | 2e    | Bosses              |
| 19 janvier 2014 | Val Saint-Côme | 1re   | Bosses              |
| 15 mars 2014    | Voss-Myrkdalen | 2e    | Bosses              |
| 16 mars 2014    | Voss-Myrkdalen | 3e    | Bosses en parallèle |
| 21 mars 2014    | La Plagne      | 2e    | Bosses en parallèle |